# Arque (satélite)
Arque  (do grego Αρχη) ou Júpiter XLIII é um satélite irregular retrógrado de Júpiter.
Foi descoberto em 2002 por um grupo de astrônomos da Universidade do Havaí comandado por Scott S. Sheppard, que deu ao satélite a designação temporária de S/2002 J 1.
A lua Arque possui cerca de 3 quilômetros de diâmetro, e orbita Júpiter a uma distância média de 23.717 Mm (megâmetros) em 746,185 dias, com uma inclinação de 165º em relação à eclíptica (162º em relação ao plano equatorial de Júpiter), em uma direção retrógrada de excentricidade orbital de 0,149.
O satélite foi batizado em 2005, em homenagem a Arque, que alguns escritores gregos descrevem como sendo uma das quatro Musas originais, um complemento das três anteriores (Melete, Mneme e Aoide)
O satélite Arque pertence ao Grupo Carme, composto de luas irregulares retrógradas que orbitam Júpiter a uma distância que varia entre 23 e 24 Gm (gigâmetros) com uma inclinação em torno de 165º.